# Halina Ludorowska
Halina Ludorowska (ur. 12 lipca 1946 w Bartnikach, zm. 1 listopada 2017) – polska filolog germańska, profesor nauk humanistycznych, nauczyciel akademicki Uniwersytetu Marii Curie-Skłodowskiej w Lublinie.

## Życiorys
W 1969 ukończyła studia w zakresie filologii germańskiej na Uniwersytecie im. Adama Mickiewicza w Poznaniu. W 1978 została zatrudniona w Uniwersytecie Marii Curie-Skłodowskiej w Zakładzie Filologii Germańskiej (później: Instytut Germanistyki). Stopień naukowy doktora uzyskała w UAM w 1979, a habilitację w 2007 w UMCS. W 2010 została profesorem nadzwyczajnym UMCS. W 2016 prezydent RP nadał jej tytuł profesora nauk humanistycznych. Była kierownikiem Zakładu Współczesnej Literatury Niemieckojęzycznej i Komparatystyki UMCS, a następnie dyrektorem Instytutu Germanistyki i Lingwistyki Stosowanej.
Odznaczono ją Złotym Krzyżem Zasługi, Złotym Medalem za Długoletnią Służbę i Medalem Komisji Edukacji Narodowej.
8 listopada 2017 została pochowana na cmentarzu przy ulicy Lipowej w Lublinie.

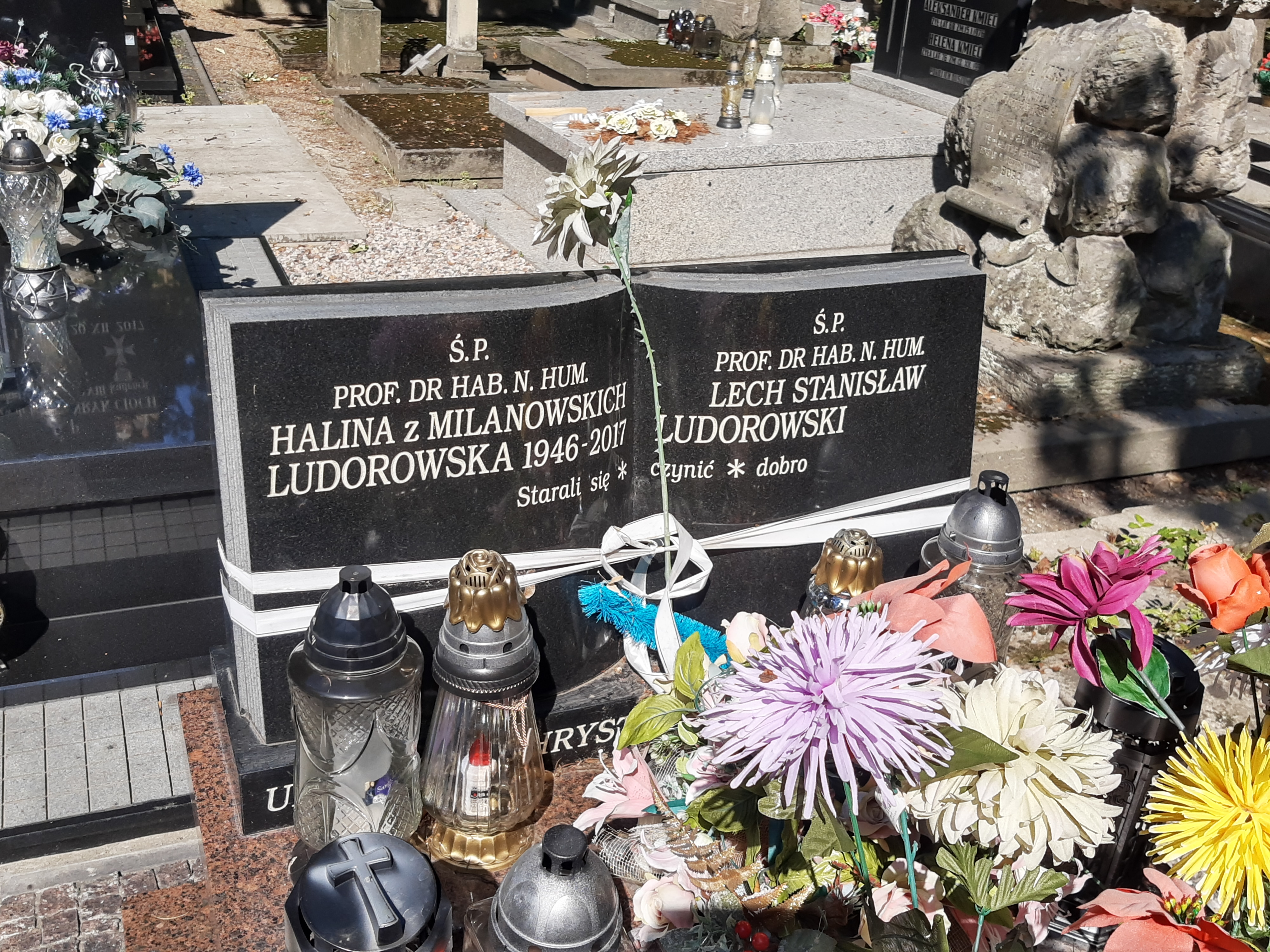
Grób prof. Haliny Ludorowskiej na cmentarzu przy Lipowej